# Вульф, Эрик
Эрик Роберт Вульф (англ. Eric Robert Wolf; 1 февраля 1923, Вена — 6 марта 1999, Эрвингтон, штат Нью-Йорк) — американский антрополог австрийского происхождения, культурный антрополог и историк-марксист.
Доктор философии (1951), являлся профессором в Мичиганском университете.
Заслуженный профессор Lehman College (эмерит).
Член Национальной академии наук США (1995). Проводил полевые исследования в Латинской Америке и Европе, синтезировал марксизм с отличительными подходами символической антропологии.
Макартуровский стипендиат (1990).

## Биография и исследования
Родился в светской еврейской семье; отец — Артур Георг, мать — Мария Оссиновская. В 1933—1938 годах жил в Судетах в Чехословакии. Расчленение Чехословакии по Мюнхенскому договору заставило семью бежать из страны, чтобы избежать антисемитских преследований. Сначала они выехали в Великобританию (в 1938 году), а затем в Соединённые Штаты Америки, поселившись в Нью-Йорке.
Участник Второй мировой войны - вступил в сформированную в июле 1943 года 10-ю горную дивизию армии США и в 1943—1945 годах сражался в её составе на итальянском фронте, где и зародился его интерес к изучению других культур. После окончания войны и демобилизации значительной части американской армии правительство предоставило демобилизованным солдатам преференции в получении высшего образования. Как и многие из его боевых товарищей, Вульф не преминул возможности воспользоваться условиями «Армейского билля о правах» (GI Bill of Rights) и поступил в Колумбийский университет, чтобы изучать там антропологию.
Средоточие антропологической школы Франца Боаса, Колумбийский университет на протяжении многих лет являлся передовым центром изучения антропологии в Северной Америке. К моменту поступления в университет Вульфа Боас уже умер, и его коллеги отказались от используемых им методов, предполагавших отказ от обобщений и создания комплексной картины в пользу детализированного изучения отдельных вопросов. Новым руководителем отделения антропологии стал Джулиан Стюард, ученик Роберта Лоуи и Альфреда Крёбера, заинтересованный в создании полноценной научной антропологии, которая могла бы объяснить процесс развития человеческих обществ и их адаптации к условиям окружающей среды.
Вульф был в числе студентов, чьи научные взгляды сложились под влиянием Стюарда. Большинство учеников Стюарда, как и Вульф, были левыми по своим политическим убеждениям и исходили из материалистических взглядов на историю, что не мешало им плодотворно сотрудничать со своим менее политизированным наставником. К их числу принадлежали многие выдающиеся антропологи второй половины XX века, включая Марвина Харриса, Сидни Минца, Мортона Фрида, Стенли Даймонда и Роберта Ф. Мёрфи.
Диссертация Вульфа была написана как часть проекта Стюарда по изучению населения Пуэрто-Рико. В дальнейшем латиноамериканская тематика играла в творчестве Вульфа одну из важнейших ролей. После окончания учёбы Вульф принял должность преподавателя Мичиганского университета в городе Анн-Арбор. С 1971 года он работал в Колледже Леман и дипломном центре CUNY. Помимо своей работы в Латинской Америке, он также активно занимался полевыми исследованиями в Европе.
Важность трудов Вульфа для современной антропологии усиливается тем фактом, что он акцентировал внимание на вопросах власти, политики и колониализма, тогда как большинство его коллег отошли от этих проблем в 1970—1980-е годы. Самая известная книга Вульфа — написанная в русле мир-системного анализа Иммануила Валлерстайна и Андре Гундер Франка «Европа и народы без истории» (Europe and the People Without History) — с марксистских позиций объясняет процессы, вследствие которых Западная Европа в ходе Великих географических открытий обогнала в экономическом развитии другие регионы мира и подчинила их своему влиянию. Особое внимание уделено тому, как не-европейцы угнетались западным капитализмом через глобальные процессы, подобные работорговле или торговле пушниной. Развенчивая европоцентризм в целом и мифы об «отсталости» неевропейских культур, Вульф объясняет, что они не были «изолированными» или «застывшими во времени», а всегда были вовлечены в мировой исторический процесс. Вульф удостоился за эту книгу J. I. Staley Prize в 1988 году. Филипп Кёртин в своем обращении президента Американской исторической ассоциации отмечал, что эта книга "может служить полезным антропологическим примером того широкого синтеза, который нам (историкам - прим.) следует проводить самим".
В конце жизни Вульф предупреждал об опасности «интеллектуального оскудения» антропологии, отказавшейся от полевых исследований и связи науки с поточными реалиями и проблемами, занимаясь исключительно отвлечёнными вопросами «высоких материй». По оценке Криса Ханна, Вульф оказал большее влияние на антропологию, чем К. Поланьи и Э. Геллнер.
Умер от рака.

## Книги
- «Крестьянские войны двадцатого века» (Peasant Wars of the Twentieth Century)
- «Антропология» (Anthropology)
- «Крестьяне» (Peasants)
- The Hidden Frontier: Ecology and Ethnicity in an Alpine Valley[англ.]
- «Европа и народы без истории» (Europe and the People Without History[англ.])
- Envisioning Power
- «Дети сотрясающейся земли» (Sons of the Shaking Earth)